# حمادي كرومة
توجد بلدية حمادي كرومة بولاية سكيكدة تحدها شمالا بلدية فلفلة وبلدية سكيكدة وجنوبا بلدية بني بشير وشرقا بلدية جندل وغربا بلدية الحدائق وهي بلدية تعدادها السكاني حوالي 22000 نسمة يمارس الزراعة كمصدر اساسي وخدمات السياحة